# Uromedina eumorphophaga
Uromedina eumorphophaga är en tvåvingeart som först beskrevs av Baranov 1934.  Uromedina eumorphophaga ingår i släktet Uromedina och familjen parasitflugor. Inga underarter finns listade i Catalogue of Life.